# Винницкий, Роберт
Роберт Артур Винницкий (пол. Robert Artur Winnicki; род. 18 июля 1985 в Згожелеце ) — польский политик, основатель и бывший председатель националистической партии « Национальное движение», депутат Сейма Республики Польша VIII и IX созывов (2015-2023). В 2009—2013 годах был лидером движения «Всепольская молодёжь». Со-основатель Конфедерации свободы и независимости.

## Биография
Роберт Винницкий родился 18 июля 1985 года в городе Згожелец Нижнесилезское воеводство. Предки Винницкого родом из Литвы. Его дед, в коммунистический период, был гминным секретарем Польской объединенной рабочей партии.
В 2004 году Роберт Винницкий окончил среднюю школу имени Адама Мицкевича в Любане. В том же году поступил в Вроцлавский университет, где изучал политологию, но университет не окончил.
Работал в сфере недвижимости, руководил отелем.
На парламентских выборах 2007 года он баллотировался в Сейм от Лиги польских семей. ЛПС получила лишь 1,5 % голосов и в Сейм не попала.
С 14 марта 2009 года по 13 апреля 2013 года был президентом «Всепольской молодежи». Винницкий был один из инициаторов создания «Движение народового».
10 декабря 2014 года избран председателем «Национального движения». 13 июня 2015 года был переизбран председателем партии.
На выборах в Европейский парламент в 2014 году был кандидатом от «Национального движения», но не был избран. На местных выборах 2014 году был кандидатом на должность мэра Вроцлава, и баллотировался в Сеймик Нижнесилезского воеводства, однако на обоих выборах проиграл.
На парламентских выборах в 2015 году избран в Сейм по избирательному списку партии «Кукиз'15».
Винницкий в феврале 2016 года, окружным судом в Варшаве, был признан виновным в совершении в подстрекательстве и призывах к насилию над сотрудниками полиции и приговорен к штрафу.
В апреле 2016 года, в соответствии с решением политического совета Национального движения, Винницкий вышел из парламентской фракции партии Кукиз'15.

19 марта 2017 года, во время проведения антиукраинского митинга возле украинского посольства в Варшаве, Роберт Винницкий положил красно-черный Флаг ОУН на землю и вытер об него ноги со словами: 
«Это бандеровская тряпка»
.
20 марта 2017 года Депутаты Львовского областного совета обратились в Министерство иностранных дел Украины с требованием объявить Роберта Винницкого персоной нон грата на Украине, однако решения приняты не были..
Единственный из депутатов Сейма голосовавший против вступления Финляндии в НАТО в 2023 году.
12 мая 2023 года Винницкий оставил пост председателя «Национального движения» по состоянию здоровья, новым лидером партии стал его заместитель Кшиштоф Босак. В июле 2023 объявил о своём неучастии в парламентских выборах 2023 года.

## Участие в выборах
| Выборы | Избирательный комитет                      | Избирательный комитет                        | Орган                                       | Результат      |
| ------ | ------------------------------------------ | -------------------------------------------- | ------------------------------------------- | -------------- |
| 2007   |                                            | Лига польских семей                          | Сейм Республики Польша VI созыва            | 52 (0,01%)     |
| 2014   |                                            | Национальное движение                        | Европейский парламент VIII созыва           | 7776 (0,85%)   |
| 2014   | Сеймик Нижнесилезского воеводства V созыва | Национальное движение                        | 1189 (0,84%)                                |                |
| 2014   | Президент Вроцлава                         | Национальное движение                        | 2415 (1,38%)                                |                |
| 2015   |                                            | Кукиз’15                                     | Сейм Республики Польша VIII созыва          | 11 802 (3,31%) |
| 2018   |                                            | Национальное движение                        | Сеймик Нижнесилезского воеводства VI созыва | 1746 (0,98%)   |
| 2019   |                                            | Конфедерация Корвин-Браун-Лирой-Националисты | Европейский парламент IX созыва             | 26 248 (3,31%) |
| 2019   | Конфедерация свободы и независимости       | Сейм Республики Польша IX созыва             | 22 639 (4,35%)                              |                |